# بث متزامن
البث المتزامن هو بث للبرامج أو الأحداث عبر أكثر من وسيط، أو أكثر من خدمة على وسيط واحد، في نفس الوقت تماما. مثلا: بث محطة راديو أبسولوت هو بث متزامن على الراديو AM وعلى الراديو بالساتل.